# 静岡県中学校一覧
| 総数                         | 287校・1分校     |
| 国立                         | 3校              |
| 公立                         | 256校・1分校     |
| 私立                         | 28校             |
| 教育委員会所在地             | 〒420-8601       |
| 静岡県静岡市葵区追手町9番6号 |                  |
| 公式サイト                   | 静岡県教育委員会 |

静岡県中学校一覧（しずおかけんちゅうがっこういちらん）は、静岡県の中学校の一覧。

## 国立中学校
- 静岡大学教育学部附属静岡中学校
- 静岡大学教育学部附属島田中学校
- 静岡大学教育学部附属浜松中学校

## 公立中学校

### 静岡市

#### 葵区
- 静岡市立籠上中学校
- 静岡市立末広中学校
- 静岡市立安倍川中学校
- 静岡市立美和中学校
- 静岡市立城内中学校
- 静岡市立安東中学校
- 静岡市立東中学校
- 静岡市立西奈中学校
- 静岡市立観山中学校
- 静岡市立竜爪中学校
- 静岡市立賤機中学校
- 静岡市立大河内小中学校
- 静岡市立梅ケ島小中学校
- 静岡市立玉川中学校
- 静岡市立井川小中学校
- 静岡市立服織中学校
- 静岡市立藁科中学校
- 静岡市立大川小中学校

#### 駿河区
- 静岡市立大里中学校
- 静岡市立南中学校
- 静岡市立中島中学校
- 静岡市立豊田中学校
- 静岡市立東豊田中学校
- 静岡市立高松中学校
- 静岡市立長田西中学校
- 静岡市立長田南中学校
- 静岡市立城山中学校

#### 清水区

##### 県立
- 静岡県立清水南高等学校中等部

##### 市立
- 静岡市立清水第一中学校
- 静岡市立清水第二中学校
- 静岡市立清水第三中学校
- 静岡市立清水第四中学校
- 静岡市立清水第五中学校
- 静岡市立清水第六中学校
- 静岡市立清水第七中学校
- 静岡市立清水第八中学校
- 静岡市立清水飯田中学校
- 静岡市立清水袖師中学校
- 静岡市立清水庵原中学校
- 静岡市立清水興津中学校
- 静岡市立清水小島中学校
- 静岡市立清水両河内小中学校
- 静岡市立蒲原中学校
- 静岡市立由比中学校

### 浜松市

#### 中央区

##### 県立
- 静岡県立浜松西高等学校中等部

##### 市立
- 浜松市立西部中学校
- 浜松市立南部中学校
- 浜松市立北部中学校
- 浜松市立中部中学校
- 浜松市立八幡中学校
- 浜松市立曳馬中学校
- 浜松市立江西中学校
- 浜松市立蜆塚中学校
- 浜松市立高台中学校
- 浜松市立開成中学校
- 浜松市立佐鳴台中学校
- 浜松市立富塚中学校
- 浜松市立天竜中学校
- 浜松市立笠井中学校
- 浜松市立積志中学校
  - 浜松市立積志中学校萩原分校
- 浜松市立丸塚中学校
- 浜松市立中郡中学校
- 浜松市立与進中学校
- 浜松市立神久呂中学校
- 浜松市立入野中学校
- 浜松市立湖東中学校
- 浜松市立篠原中学校
- 浜松市立庄内中学校
- 浜松市立舞阪中学校
- 浜松市立雄踏中学校
- 浜松市立東部中学校
- 浜松市立新津中学校
- 浜松市立南陽中学校
- 浜松市立江南中学校
- 浜松市立東陽中学校
- 浜松市立可美中学校
- 浜松市立北星中学校
- 浜松市立三方原中学校

#### 浜名区
- 浜松市立浜名中学校
- 浜松市立北浜中学校
- 浜松市立浜北北部中学校
- 浜松市立麁玉中学校
- 浜松市立北浜東部中学校
- 浜松市立都田中学校
- 浜松市立細江中学校
- 浜松市立引佐南部中学校
- 浜松市立引佐北部中学校
- 浜松市立三ヶ日中学校

#### 天竜区
- 浜松市立清竜中学校
- 浜松市立光が丘中学校
- 浜松市立春野中学校
- 浜松市立佐久間中学校
- 浜松市立水窪中学校

### 沼津市
- 沼津市立第一中学校
- 沼津市立第二中学校
- 沼津市立第三中学校
- 沼津市立第四中学校
- 沼津市立第五中学校
- 沼津市立片浜中学校
- 沼津市立金岡中学校
- 沼津市立大岡中学校
- 沼津市立静浦小中一貫学校
- 沼津市立愛鷹中学校
- 沼津市立大平中学校
- 沼津市立長井崎小中一貫学校
- 沼津市立原中学校
- 沼津市立浮島中学校
- 沼津市立門池中学校
- 沼津市立今沢中学校
- 沼津市立高等学校中等部
- 沼津市立戸田小中一貫学校

### 熱海市
- 熱海市立熱海中学校
- 熱海市立多賀中学校
- 熱海市立泉中学校
- 熱海市立初島中学校

### 三島市

#### 県立
- 静岡県立ふじのくに中学校三島教室

#### 市立
- 三島市立錦田中学校
- 三島市立南中学校
- 三島市立北中学校
- 三島市立中郷中学校
- 三島市立北上中学校
- 三島市立中郷西中学校
- 三島市立山田中学校

### 富士宮市
- 富士宮市立富士宮第一中学校
- 富士宮市立富士宮第二中学校
- 富士宮市立富士宮第三中学校
- 富士宮市立富士宮第四中学校
- 富士宮市立富士根南中学校
- 富士宮市立富士根北中学校
- 富士宮市立北山中学校
- 富士宮市立井之頭中学校
- 富士宮市立上野中学校
- 富士宮市立西富士中学校
- 富士宮市立大富士中学校
- 富士宮市立芝川中学校
- 富士宮市立柚野中学校

### 伊東市
- 伊東市立南中学校
- 伊東市立北中学校
- 伊東市立宇佐美中学校
- 伊東市立対島中学校
- 伊東市立門野中学校

### 島田市
- 島田市立島田第一中学校
- 島田市立島田第二中学校
- 島田市立六合中学校
- 島田市立初倉中学校
- 島田市立金谷中学校
- 島田市立川根中学校

### 富士市
- 富士市立吉原第一中学校
- 富士市立吉原第二中学校
- 富士市立吉原第三中学校
- 富士市立元吉原中学校
- 富士市立須津中学校
- 富士市立大淵中学校
- 富士市立富士中学校
- 富士市立岩松中学校
- 富士市立田子浦中学校
- 富士市立富士南中学校
- 富士市立鷹岡中学校
- 富士市立岳陽中学校
- 富士市立吉原北中学校
- 富士市立富士川第一中学校
- 富士川第二小中一貫校 松野学園

### 磐田市

#### 県立
- 静岡県立ふじのくに中学校磐田本校

#### 市立
- 磐田市立磐田第一中学校
- 磐田市立向陽中学校
- 磐田市立城山中学校
- 磐田市立神明中学校
- 磐田市立南部中学校
- 磐田市立福田中学校
- 磐田市立竜洋中学校
- 磐田市立豊田中学校
- 磐田市立豊田南中学校
- 磐田市立豊岡中学校

### 焼津市
- 焼津市立焼津中学校
- 焼津市立大村中学校
- 焼津市立豊田中学校
- 焼津市立小川中学校
- 焼津市立東益津中学校
- 焼津市立大富中学校
- 焼津市立和田中学校
- 焼津市立港中学校
- 焼津市立大井川中学校

### 掛川市
- 掛川市立栄川中学校
- 掛川市立東中学校
- 掛川市立西中学校
- 掛川市立桜が丘中学校
- 掛川市立原野谷中学校
- 掛川市立北中学校
- 掛川市立城東中学校
- 掛川市立大浜中学校
- 掛川市立大須賀中学校

### 藤枝市
- 藤枝市立藤枝中学校
- 藤枝市立西益津中学校
- 藤枝市立青島中学校
- 藤枝市立葉梨中学校
- 藤枝市立高洲中学校
- 藤枝市立大洲中学校
- 藤枝市立瀬戸谷中学校
- 藤枝市立広幡中学校
- 藤枝市立青島北中学校
- 藤枝市立岡部中学校

### 御殿場市
- 御殿場市立御殿場中学校
- 御殿場市立富士岡中学校
- 御殿場市立原里中学校
- 御殿場市立西中学校
- 御殿場市立高根中学校
- 御殿場市立南中学校

### 袋井市
- 袋井市立袋井中学校
- 袋井市立周南中学校
- 袋井市立袋井南中学校
- 袋井市立浅羽中学校

### 裾野市
- 裾野市立東中学校
- 裾野市立西中学校
- 裾野市立深良中学校
- 裾野市立富岡中学校
- 裾野市立須山中学校

### 湖西市
- 湖西市立鷲津中学校
- 湖西市立白須賀中学校
- 湖西市立湖西中学校
- 湖西市立岡崎中学校
- 湖西市立新居中学校

### 伊豆市
- 伊豆市立伊豆中学校
- 伊豆市立土肥小中一貫校[注釈 1]

### 御前崎市

#### 組合立
- 御前崎市牧之原市学校組合立御前崎中学校

#### 市立
- 御前崎市立浜岡中学校

### 菊川市

#### 組合立
- 牧之原市菊川市学校組合立牧之原中学校

#### 市立
- 菊川市立岳洋中学校
- 菊川市立菊川東中学校
- 菊川市立菊川西中学校

### 伊豆の国市
- 伊豆の国市立長岡中学校
- 伊豆の国市立韮山中学校
- 伊豆の国市立大仁中学校

### 牧之原市

#### 組合立
- 牧之原市菊川市学校組合立牧之原中学校
- 御前崎市牧之原市学校組合立御前崎中学校

#### 市立
- 牧之原市立相良中学校
- 牧之原市立榛原中学校

### 賀茂郡
- 東伊豆町立熱川中学校
- 東伊豆町立稲取中学校
- 河津町立河津中学校
- 南伊豆町立南伊豆東中学校
- 南伊豆町立南伊豆中学校
- 松崎町立松崎中学校
- 西伊豆町立西伊豆中学校

### 田方郡
- 函南町立函南中学校
- 函南町立東中学校

### 駿東郡
- 清水町立清水中学校
- 清水町立南中学校
- 長泉町立長泉中学校
- 長泉町立北中学校
- 小山町立小山中学校
- 小山町立北郷中学校
- 小山町立須走中学校

### 榛原郡
- 吉田町立吉田中学校
- 川根本町立三ツ星学園[注釈 2]
- 川根本町立光の森学園[注釈 3]

### 周智郡
- 森町立森中学校
- 森町立旭が丘中学校

## 私立中学校

### 静岡市

#### 葵区
- 静岡英和女学院中学校
- 静岡大成中学校
- 静岡雙葉中学校
- 常葉大学附属常葉中学校
- 常葉大学附属橘中学校
- 静岡北中学校
- 静岡学園中学校

#### 駿河区
- 静岡聖光学院中学校
- 城南静岡中学校

#### 清水区
- 東海大学付属静岡翔洋高等学校中等部
- 静岡サレジオ中高一貫教育学校

### 浜松市

#### 中央区
- 静岡県西遠女子学園中学校
- 浜松開誠館中学校
- 浜松学院興誠中学校
- 浜松学芸中学校
- 浜松修学舎中学校
- 浜松日体中学校
- 聖隷クリストファー中学校

### 沼津市
- 加藤学園暁秀中学校

### 三島市
- 日本大学三島中学校

### 富士宮市
- 星陵中学校

### 富士市
- 静岡県富士見中学校

### 磐田市
- 磐田東中学校

### 藤枝市
- 藤枝明誠中学校
- 藤枝順心中学校

### 裾野市
- 不二聖心女子学院中学校

### 菊川市
- 常葉大学附属菊川中学校